# Александър Филипов (политик)
Александър Филипов е български политик от Национално движение „Симеон Втори“.
Роден е на 18 март 1959 година в Берковица в калдарашко семейство. Става депутат в XXXIX народно събрание (2001 – 2005), а при Тройната коалиция (2005 – 2009) е заместник-министър на бедствията и авариите. През юли 2009 година е арестуван по обвинения в купуване на гласове и търговия с влияние, но през 2012 година е оправдан.